# Ba-neb-dżed

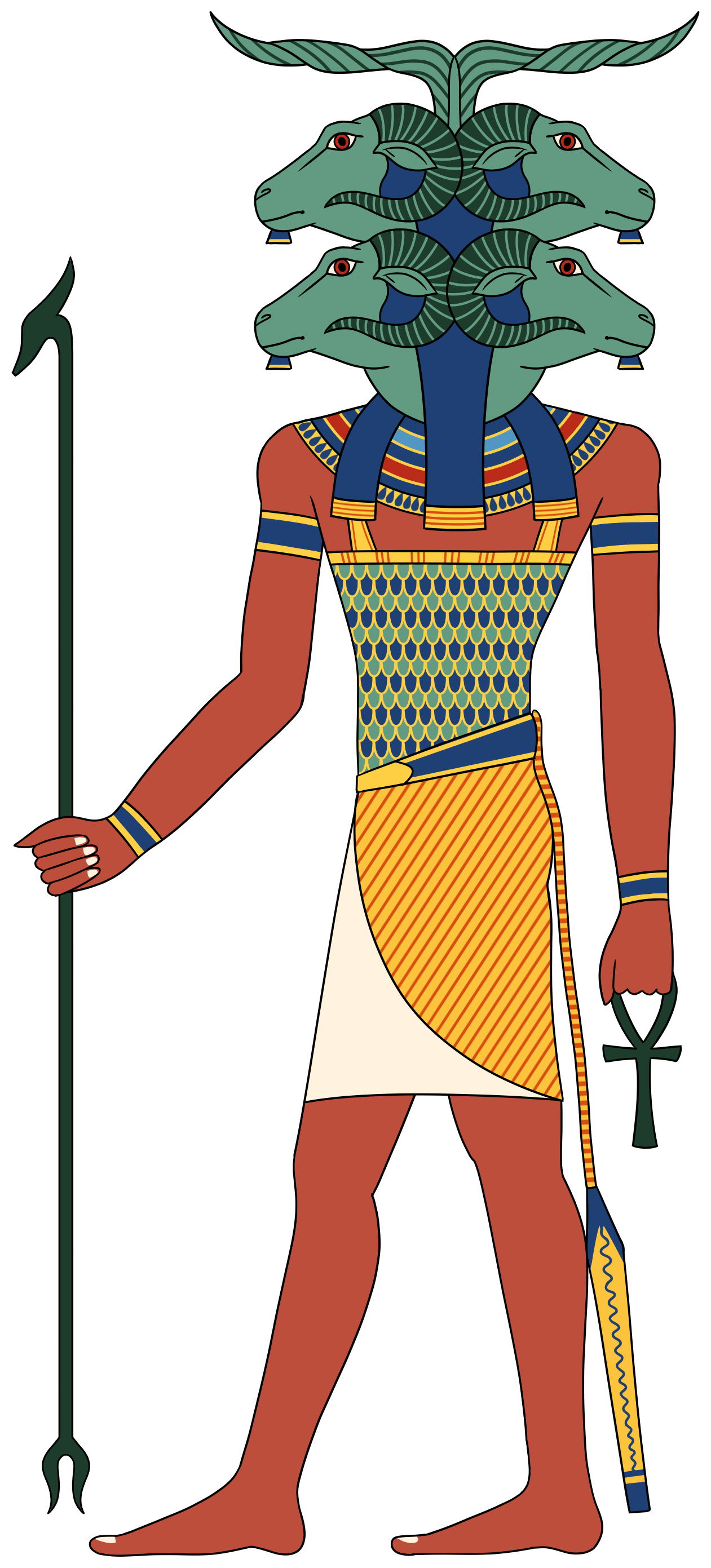
Banebdżed wielogłowy

Banebdżed (Benebdżed) – staroegipskie bóstwo płodności, przedstawiane w postaci barana, kozła, także w postaci antropomorficznej.
Imię jego dosłownie znaczyło „baran, pan Dżedu” lub „ba, pan Dżedu”. W mitologii egipskiej pojawił się w kontekście mitu o walce Seta i Horusa o spuściznę po Ozyrysie. Z Setit (Sehel), gdzie rządził, został przywołany przez Atuma na zebranie Wielkiej Dziewiątki bogów dla rozsądzenia sporu. Nie podjął się wydania wyroku, doradził jednak, ażeby pisemnie zapytano o radę boginię Neit.
Głównym ośrodkiem kultu Banebdżeda było Mendes (egip. Pi-bi-neb-Dżedet) w Delcie, choć jako potężne prabóstwo płodności obdarzano go czcią w całym państwie. Obok niego oddawano tam cześć jego małżonce – bogini-rybie Hatmehit i synowi – Harpokratesowi. W Delcie uważany był za dziadka Imhotepa (tę rolę przypisano mu w procesie deifikacji Imhotepa). Już w okresie Średniego Państwa barana z Mendes uznawano też za ba Ozyrysa.
Początkowo Banebdżed przedstawiany był pod postacią barana (w Mendes zachowało się cmentarzysko baranów pogrzebanych w sarkofagach). Od czasów Ramessydów wyobrażano go jako kozła. Gdy został antropomorfizowany, kozioł w dalszym ciągu pozostał jego postacią zwierzęcą. W Epoce Późnej utożsamiany był z Ozyrysem, Grecy nazywali go Mendesem i identyfikowali z Panem. Niekiedy też utożsamiano go z Chnumem.